# Sketch ricorrenti di Sesamo apriti
Su Sesamo apriti, dai normali sketch si distinguono gli sketch ricorrenti oppure delle rubriche, ovvero sketch che vengono divisi in vari episodi. Gli sketch sono:

## Monsterpiece Theater
Monsterpiece Theater (parodia di Masterpiece Theater) è uno sketch con protagonista Alistair Cookie, l'alter ego più tranquillo e acculturato di Cookie Monster, che presenta parodie di opere teatrali, letterarie, musical, cinematografiche e televisive.

### Elenco degli sketch di Monsterpiece Theater
- Me Claudius - parodia di Io, Claudio
- Chariots of Fur - parodia di Momenti di gloria
- 39 Stairs - parodia de Il club dei 39
- Alì Babà e i quaranta ladroni
- Via col vento
- Tutti insieme appassionatamente
- Su e giù per le scale
- The Taming of the Shrew - parodia de La bisbetica domata
- Guys and Dolls - parodia di Bulli e pupe
- Il re ed io
- The 400 Blows - parodia de I 400 colpi
- Twin Beaks - parodia di Twin Peaks
- I mostri di Venezia - parodia de Il mercante di Venezia
- The Old Man and the C - parodia de Il vecchio e il mare
- Qualcuno volò sul nido del cuculo
- Arma letale 3
- Amleto
- La parola ai giurati
- Inside/Outside Story - parodia di West Side Story
- Molto rumore per nulla
- Cyranose de Bergemac - parodia di Cyrano de Bergerac
- Monster in a Box
- Fiesta (Il sole sorgerà ancora)
- Mostri con la faccia sporca - parodia di Angeli con la faccia sporca
- La strada dei quartieri alti
- La casa nella prateria
- Aspettando Elmo - parodia di Aspettando Godot
- Little Red Riding Cookie - parodia di Cappuccetto Rosso
- Anything Nose - parodia di Anything Goes
- Howard End - parodia di Casa Howard
- Il postino suona sempre due volte
- L'uomo che sussurrava ai cavalli
- ABC Blue - parodia di NYPD Blue
- Conversations with My Father
- Balla coi lupi
- Dr. No - parodia di Doctor Who
- Il violinista sul tetto
- Un tram chiamato mostro - parodia di Un tram che si chiama Desiderio

## Super Grover
Super Grover è l'alter ego di Grover. Esso è una parodia di Superman. La vera identità di Super Grover è Grover Kent, un venditore porta a porta di Metro City. Super Grover usa i suoi "super poteri" per aiutare la gente in difficoltà, o per lo meno cerca di aiutarli. Nella stagione del 2010 di Sesame Street, Super Grover ha ricevuto un upgrade diventando così Super Grover 2,0: i suoi sketch vengono trasmessi separatamente da Sesame Street in Italia su Rai Yoyo.

## Kermit's Lectures
Le Kermit's Lectures (Lezioni di Kermit) sono sketch ricorrenti di Sesame Street che caratterizza Kermit, seduto o in piedi davanti a un muro di mattoni, che spiega un determinato argomento al pubblico (concetti come aperto chiuso, più o meno, o lezioni su lettere e numeri).
Nella prima stagione di Sesame Street, le lezioni venivano spesso interrotte da inquietanti mostri, in particolare Cookie Monster (che per il momento è ancora un personaggio senza nome).
A partire dalla seconda stagione in poi, Kermit iniziò ad essere affiancato da Grover che lo ha spesso aiutato aiutato.

## Sesame Street News Flash
Il Sesame Street News Flash era uno sketch ricorrente che caratterizzava Kermit nei panni di reporter che fa interviste a personaggi di fiabe e filastrocche.
Vi era una versione prototipo del Sesame Street News Flash, chiamato "Sesame Street Sport" nel 1971, dove Kermit ha fatto telecronaca a una corsa a cui partecipano la lepre e la tartaruga.